# Liga Premier de Sudán del Sur
La Liga Premier de Sudán del Sur es la segunda liga de fútbol en importancia solamente por detrás del Campeonato de fútbol de Sudán del Sur.

## Historia
La liga fue creada en el año 2013, dos años después de la independencia de Sudán del Sur por iniciativa de los exfutbolistas Gabriel Batistuta y Louis Saha, ambos propietarios del Central Ecuatoria United FC.

## Equipos 2014
| Club                        | Ciudad                  |
| --------------------------- | ----------------------- |
| Central Equatoria United FC | Juba                    |
| Al Juba                     | Juba                    |
| At Juba                     | Juba                    |
| El Western Equatoria CF     | Ecuatoria Occidental    |
| Al Jonglei                  | Jonglei                 |
| Jonglei FC                  | Jonglei                 |
| Lakes Cats                  | Lagos                   |
| Castle FC                   | Bar el Gazal Occidental |
| Dream Team FC               | Ecuatoria Occidental    |
| Warrap                      | Warrap                  |

## Ediciones Anteriores
- 2013 : Central Ecuatoria United FC
- 2014 : Central Ecuatoria United FC

## Distribución de Títulos
| Club                        | Títulos | Años Campeón |
| --------------------------- | ------- | ------------ |
| Central Equatoria United FC | 2       | 2013,2014    |

- Datos: Q22080643